# 武钢站
武钢站位于中华人民共和国湖北省武汉市青山区，是武汉地铁5号线的地铁车站。

## 车站结构
武钢站位于友谊大道与冶金大道交汇口处，沿冶金大道辅路下方敷设；车站主体为地下两层单柱岛式站台车站，其中地下一层为站厅层，地下二层为站台层。车站总长259.1m，标准段外包宽度为20.1m，采用明挖顺作法施工。车站共设置3个地铁出入口、1个疏散口及2组低风亭。

### 车站出口
|                                                 |      |      |  |
| 出口編號                                        | 設施 | 照片 |  |
| A₁                                              |      |      |  |
| A₂                                              |      |      |  |
| B                                               |      |      |  |
| C                                               |      |      |  |
| 注： 設有升降機 \| 設有輪椅升降台 \| 設有洗手間 |      |      |  |

## 鄰近地點
武钢集团

### 内部链接
- 武汉地铁车站列表